# Синди Мекејн
Синди Мекејн (рођена Хенсли; рођена 20. маја 1954') је амерички дипломата, пословна жена и хуманитарка која је извршни директор Свјетског програма за храну. Мекејн је претходно била амерички амбасадор у агенцијама Уједињених нација за храну и пољопривреду од 2021. до 2023. године. Она је удовица америчког сенатора Џона Мекејна из Аризоне, који је био републикански председнички кандидат 2008. године.
Мекејн је рођена и одрасла у Финиксу, Аризона, и кћерка је богатог дистрибутера пива Џима Хенслија. Након што је дипломирала и магистрирала на Универзитету Јужне Калифорније, постала је наставник специјалног образовања. Удала се за Џона Мекејна 1980. године, а пар се преселио у Аризону 1981. године, гдје је њен супруг изабран у Конгрес Сједињених Америчких Држава следеће године и поново изабран још пет пута. Пар је имао троје деце заједно, поред усвајања другог. Од 1988. до 1995. године основала је и водила непрофитну организацију, Амерички добровољни медицински тим, који је организовао путовања медицинског особља у подручја трећег свијета погођена катастрофом или ратом.
Након очеве смрти 2000. године, наследила је већинску контролу и постала предсједавајућа компаније Hensley & Co., једног од највећих дистрибутера пива Anheuser-Busch у Сједињеним Државама. Учествовала је у предсједничкој кампањи свог супруга и 2008. године привукла је и позитивну и негативну пажњу на њен изглед, понашање, богатство, навике потрошње и финансијске обавезе. Наставила је да буде активан филантроп и служила је у одборима организација: Операције Осмијех, Иницијативе Источног Конга, CARE International и HALO Trust-а, често правећи путовања у иностранство у вези са њиховим активностима. Током 2010-их. година, постала је истакнута у борби против трговине људима. Од 2017. године до његове смрти следеће године, бавила се борбом свог мужа против глиобластоме.
Мекејн је од тада остала видљива у јавном животу. Док је и сама била републиканка, на предсједничким изборима у Сједињеним Државама 2020. године подржала је Џоа Бајдена. Председник Бајден ју је номиновао за амбасадора Агенција Уједињених нација за храну и пољопривреду у јуну 2021. године, а Сенат ју је потврдио у октобру 2021. године. Већи дио њеног мандата на тој позицији фокусирао се на суочавање са прехрамбеним кризама 2022–2023. године које су у великој мјери изазване руском инвазијом на Украјину 2022. године и ефектима климатских промјена на пољопривреду.

## Рани живот и образовање
Синди Лу Хенсли је рођена у Фениксу, Аризона, од Џејмса Хенслија, који је основао Хенсли & Цо., и Маргерите „Смити“ Хенсли (рођена Џонсон). Своју мајку је описала као припадника јужњачке културе, док је њен отац одражавао западни стил живота. Одгајана је као једино дијете у другом браку својих родитеља и одрасла је на сјеверној централној авенији у Фениксу у богатим околностима. Dixie Lea Burd (d. 2008), Дикие Леа Бурд (ум. 2008.), ћерка Маргерите Смит из претходне везе, била је њена полусестра, као и Кетлин Хенсли Порталски (ум. 2017.), ћерка Џима Хенслија и његове прва жена, Мери Џин Паркс. Синди Хенсли је 1968. године проглашена за Јуниор Родео краљицу Аризоне. Ишла је у Централну средњу школу у Фениксу, гдје је проглашена за најбоље обучену као апсолвент и дипломирала је 1972. године.
Синди се уписала на Универзитет Јужне Калифорније. Придружила се сестринству Капа Алфа Тета као бруцош, и имала је многе водеће улоге у кући током четири године тамо. Синди је стекла звање бечлора у умјетности и образовању 1976. године. She continued on at USC, and received a Master of Arts degree in special education in 1978. Школовање је наставила на истом универзитету и магистрирала је специјално образовање 1978. године. Тамо је учествовала у пилот програму терапије покрета који је довео до стандардног третмана за дјецу са тешким сметњама у развоју;  објавила је рад Терапија покретом: Могући приступ 1978. године. Одбијајући улогу у породичном бизнису, радила је годину дана као наставник специјалног образовања дјеце са Дауновим синдромом и другим сметњама у развоју у средњој школи Агуа Фриа у Авондејл, Аризона.

## Брак и породица
Синди Хенсли је упознала Џона Мекејна у априлу 1979. године на војном пријему у Хонолулуу, на Хавајима. Био је официр за везу америчке морнарице са Сенатом Сједињених Америчких Држава и пратио је групу сенатора који су се упутили ка Кини. Била је на Хавајима на породичном одмору са родитељима. Хенслијева је разговарала са Џил Бајден, супругом сенатора Џоа Бајдена, која јој је предложила да разговара са Мекејном; њен отац је направио увод. Био је скоро 18 година старији од ње; према њеном каснијем опису, свако је другоме помјешао старост за коју је рекао да има: „Он је себе учинио млађим, а ја сам себе учинила старијом, наравно.“
Мекејн је био у браку са Керол Мекејн 14 година и имали су троје деце (од којих је двоје усвојио из њеног првог брака) када је упознао Синди. Мекејн и Хенслијева су брзо започели везу, путујући између Аризоне и Вашингтона да се виде. Џон Мекејн је тада одлучио да прекине свој брак и пар је престао да живи у кохабитацији у јануару 1980. године, Керол Мекејн је пристала на развод у фебруару 1980.,  а развод је окончан у априлу 1980. године.
Хенслијева и Мекејн су се вјенчали 17. маја 1980. године у хотелу Аризона Билтмор у Финиксу. Потписали су предбрачни уговор који је задржао већину имовине њене породице под њеним именом; раздвојили су своје финансије и поднијели одвојене пријаве пореза на приход.
Пословни и политички контакти њеног оца помогли су њеном новом мужу да се учврсти у политици Аризоне. Водила је кампању са својим мужем од врата до врата током његове успјешне прве понуде за Конгрес САД 1982. године и била је у великој мјери укључена у стратегију кампање. Њено богатство из истекла повјерења њених родитеља обезбједило је значајне зајмове кампањи и помогло јој да преживи период раног дуговања.
Када је њен муж изабран, Мекејнови су се преселили у Александрију, Вирџинија. Провела је два мјесеца крајем 1983. године пишући руком писане биљешке на преко 4.000 божићних честитки које ће послати бирачима и другима. Сматрала се аутсајдером кога је социјална сцена у Конгресу Вашингтона омаловажавала, дијелом због тога што је Керол Мекејн била популарна личност у граду, и почела је да осјећа носталгију за Аризоном. Имала је неколико побачаја.
Вратила се у Аризону почетком 1984. године и касније те године родила кћерку Меган. Касније је родила синове Џона Сиднеја IV (познатог као "Џек") 1986. и Џејмса (познатог као "Џими") 1988. године. Њихово четврто дијете, Бриџит, усвојена је 1991. године. Мекејнови родитељи су живјели прекопута и помагали су јој да подигне дјецу; њен муж је често био у Вашингтону и обично га је виђала само викендом и празницима. У његовом одсуству, организовала је за њега детаљне акције прикупљања средстава и проширила њихов дом.
У априлу 1986. године Мекејн и њен отац уложили су 359.100 долара у пројекат тржног центра са банкаром из Феникса Чарлсом Китингом. Ово, у комбинацији са њеном улогом књиговође која је касније имала потешкоћа да пронађе рачуне за породична путовања Китинговим авионом, изазвало је компликације за њеног мужа током скандала Китинг Фајв, када је био на испитивању због његове улоге у вези са надзором над Китинговом банком.

## Амерички добровољни медицински тим

### Оснивање и мисија
Године 1988., инспирисана одмором који је четири године раније провела у медицинским установама испод стандарда у лагуни Трук, Мекејн је основала Амерички добровољни медицински тим (АВМТ). Била је то непрофитна организација која је организовала путовања за љекаре, медицинске сестре и друго медицинско особље како би пружила хитну медицинску помоћ налик МАСХ-у у земље у развоју погођене катастрофом или ратом као што су Микронезија, Вијетнам (пре него што су односи између њих и САД.), Кувајт (стиже пет дана након завршетка Заливског рата), Заир (да помогне избеглицама од геноцида у Руанди), Ирак, Никарагва, Индија, Бангладеш и Салвадор. Водила је 55 ових мисија у наредних седам година, од којих је свака трајала најмање двије недјеље. АВМТ је такође пружао лијечење сиромашној болесној дјеци широм свијета.ref name="feinberg">Feinberg, Barbara Silberdick (2000). John McCain: Serving His Country. Millbrook Press. ISBN 0-7613-1974-3. p. 35.</ref> Године 1993. Мекејн и АВМТ су награђени наградом од Food for the Hungry.

### Усвајање
У 1991. години, АВМТ је отишао у Даку, Бангладеш, да пружи помоћ након циклона у Бангладешу 1991. године. Док је био у сиротишту Мајке Терезе у Даки, сестре милосрђа Дјечјег дома Мајке Терезе, Мекејнијева је срела двије дјевојчице за које је сматрала да је потребно да буду доведене у Сједињене Америчке Државе на лијечење. Одлучила је да усвоји једну од дјевојчица, касније названу Бриџит, а њен муж се спремно сложио; усвајање је постало коначно 1993. године. Помогла је у координацији усвајања друге девојчице за породичног пријатеља Веса Гулета.

### Зависност од лијекова на рецепт
Године 1989. Мекејнијева је развио зависност од Перкоцета и Викодина. У почетку је узимала опиоидне лијекове против болова да би ублажила бол након двије операције кичме због руптуре дискова.

### Посљедице
Њени напади су били узроковани многим различитим окидачима мигрене и покушала је много различитих третмана.

## Улога у предсједничкој кампањи 2000. године
Иако је била опрезна према медијима и још увијек није вољела политички свијет, Мекејнова је била активна у коначно неуспјешној кампањи свог мужа за председника Сједињених Држава 2000. године. Углавном је пружала добро расположење, не расправљајући о својим мишљењима о националној политици. Импресионирала је републиканске гласаче својом елеганцијом у кафићима и другим малим кампањама, гдје је често спомињала своју дјецу, заједничко коришћење аутомобила и добротворни рад.
Мекејнова је била узнемирена озлоглашеном тактиком клеветања против њеног мужа на предизборима у Јужној Каролини те године. То укључује оптужбе у вези са њеном усвојеном ћерком Бриџит које је сматрала „презреном“, као и инсинуације да је и сама Мекејнова тренутно наркоманка. Иако је дуго била дубоко рањена нападима, Мекејнова је на крају опростила одговорнима. Изабрана је за предсједавајућу делегације Аризоне на Републичкој националној конвенцији 2000. године.

## Између предсједничких кампања
Године 2000. постала је предсједница компаније Hensley & Co. која сада вриједи 300 милиона долара годишње, након смрти њеног оца. То је један од највећих дистрибутера пива Anheuser-Busch у Сједињеним Америчким Државама. Заједно, Мекејн, њена дјеца и једно од дјеце Џона Мекејна из његовог првог брака поседују 68 одсто компаније. Као предсједавајући, њена улога има облик консултација са извршним директором компаније о великим иницијативама као што су нови производи, нова постројења или добробит запослених, умјесто активног физичког присуства. Она нема оперативну контролу над компанијом, а за представнике пива она је сматрана за одсутном власницом. До 2007. године имала је годишњи приход од преко 400.000 долара од компаније и процјењену нето вриједност од 100 милиона долара. Такође је посједовала дионице Anheuser-Busch у вриједности од најмање 2,7 милиона долара. Са својом дјецом, она посједује мањински удио у бејзбол тиму Аризона Дајмондбекс.
Мекејнијева се активно укључила у организацију Операција Осмјех 2001. године, учествујући у њеним медицинским мисијама у Мароку, Вијетнаму и Индији. Организација је добила признање 2005. године и Мекејнијева се налази у њеном управном одбору. Мекејнијева се придружила управном одбору организације CARE International 2005. године. Она је у одбору организације HALO Trust, и посјетила је операције уклањања нагазних мина у Камбоџи, Шри Ланки, Мозамбику и Анголи. Она даје финансијске доприносе овим организацијама преко породичног фонда и сматра да је њена улога посматрање њих на терену како би се увјерила да су штедљиве и да се њихов новац ефикасно троши. Повремено је критиковала стране режиме на основу људских права, као што је Мјанмарска војна хунта.
У априлу 2004. године Мекејн је имала скоро фатални мождани удар изазван високим крвним притиском, иако је још увијек могла да присуствује неким догађајима. Послије неколико мјесеци физикалне терапије за превазилажење ограничења ногу и руку, углавном се потпуно опоравила, иако је и даље имала краткорочни губитак памћења и тешкоће у писању. Она посједује кућу у Коронаду, у Калифорнији, поред Хотела дел Коронадо; њена породица је била на одмору у Коронаду док је одрастала, а она је тамо одлазила на опоравак и породична дружења. Она или њена породица посједују друге стамбене и комерцијалне некретнине у Калифорнији, Аризони и Вирџинији и, укључујући некретнине за изнајмљивање, сама Мекејн посједује десет кућа и дио три канцеларијска комплекса. Она је аматерски пилот и возач тркачких аутомобила. Након можданог удара, тренирала је моторни спорт дрифтовања и прецизне вожње.

## Улога у предсједничкој кампањи 2008. године
Била је активна и видљива у другој председничкој кампањи свог мужа током 2007. и 2008. године, упркос томе што није желела да се њен муж у почетку кандидује због лоших сјећања на њихово искуство из 2000. године и брине о утицају на њену дјецу, посебно сина Џимија који је кренуо да учествује у рату у Ираку. На крају је подржала свог мужа у његовим циљевима, али је дефинисала сопствене улоге у кампањи; често се враћала у Аризону да би обављала кућне обавезе или је прекидала кампању за свој хуманитарни рад у иностранству. Више је вољела да путује са својим мужем и представља га радије него да се понаша као сурогат кампање са посебним распоредом. Носила је косу у модерном, али строгом стилу, а понекад се видјела ненасмијаног лица у свом изгледу. У августу 2008. године, један члан јавности се веома снажно руковао са њом, што је погоршало њено постојеће стање синдрома карпалног тунела и изазвало је лагано угануће зглоба. Кампања је погоршала њене главобоље од мигрене и понекад је морала да носи тамне наочаре да би се заштитила од јаког свјетла. Притисци кампање су такође довели до низа понашања између ње и њеног мужа, у распону од тренутака велике њежности и забринутости до бијесних свађа које су узнемиравале њихово особље.
Мекејнијева је навела да америчка јавност жели прву даму Сједињених Америчких Држава која би тежила традиционалној улози на тој позицији. Она неће присуствовати састанцима кабинета, али би наставила да учествује у иностраним непрофитним организацијама и апеловала би на Американце да учине исто на глобалном или локалном нивоу. Замишљала је себе као могућу фигуру за хуманитарни рад, по узору на Дајану, принцезу од Велса. Наставила је да шири своју улогу у таквим организацијама, придруживши се у априлу 2008. године одбору Гратефул Натион Монтана, који пружа стипендије и услуге дјеци припадника службе Монтане убијених у Ираку и Авганистану.

## Болест и смрт мужа
У јулу 2017. године њеном мужу је дијагностикован глиобластом, агресивни тумор на мозгу. Она је објавила јавну изјаву у којој је рекла да ће се, Ми ћемо се као породица заједно суочити са следећом препреком. Оно што знам је да је он најтежа особа коју познајем. Он је мој херој и волим га свим срцем.“ Сенатор Мекејн је подвргнут лијечењу, а послије децембра 2017. године више није отишао у Вашингтон, остајући у Аризони.
Џон Мекејн је преминуо у 81. години 25. августа 2018. године. Била је присутна, и касније је изразила захвалност, на детаљним службама за свог мужа, које су укључивале лежање у држави у ротонди у Капитолу државе Аризона, служби у Баптистичкој цркви Сјеверног Финикса, лежање у држави у ротонди Капитола Сједињених Држава у Вашингтону, служба у Вашингтонској националној катедрали, и коначно сахрана на гробљу Поморске академије Сједињених Америчких Држава.

## Накнадне активности
Мекејнов извештај о њеном животу са Џоном Мекејном и последњим данима Џона Мекејна објављен је у априлу 2021. Под насловом Јачи: храброст, нада и хумор у мом животу са Џоном Мекејном и који је објавио Crown Publishing Group Форум, такође је садржао материјал о борбама са којима се суочила у њеном сопственом животу.

## Амбасадор Сједињених Америчких Држава
Бајденова администрација је сматрала Мекејнијеву као вјероватног, или чак „неопходног“ за номинацију за амбасадора. Крајем новембра 2020. године у вези са њом је поменуто могуће мјесто амбасадора Сједињених Држава у Уједињеном Краљевству. Она је одговорила на идеју о било каквој потенцијалној номинацији рекавши: „На који год начин он сматра прикладним, била бих поносна и почаствована да служим“.
Крајем маја 2021. године објављено је да ће предсједник Бајден именовати Мекејнијеву за амбасадора при Агенцијама Уједињених нација за храну и пољопривреду.] Док је Мекејнијева имала дуг радни стаж у другим хуманитарним активностима, ово је било њено прво ангажовање у питањима која се тичу политике исхране. The White House officially announced her nomination on June 23, 2021. Бијела кућа је званично објавила њену номинацију 23. јуна 2021. године. Дана 9. августа 2021. године, њена номинација је послата Сенату Сједињених Америчких Држава. Дана 28. септембра 2021. године, њено саслушање за потврђивање одржано је у Одбору за спољне послове Сената; суочила се са углавном пријатељским питањима помјешаним са личним сјећањима чланова комитета о времену проведеном са Мекејном или њеним мужем. Комитет је позитивно извјестио о њеној номинацији 19. октобра 2021. године. Сенат ју је у пуном саставу потврдио гласањем 26. октобра 2021. године.
Заклетву за амбасадора положила је 5. новембра 2021. године. Она је предала своје акредитиве Организацији УН за храну и пољопривреду 18. јануара 2022. године, Међународном фонду за развој пољопривреде 25. јануара 2022., и Свјетском програму УН за храну 28. јануара 2022. године.
Главни фокус њеног времена као амбасадора био је бављење прехрамбеном кризом у периоду 2022–2023. године. Велики дио ванредног стања произашао је из руске инвазије на Украјину 2022. године укључујући фактор да је око половине свих житарица испоручених Свјетском програму за храну УН-а дошло из Украјине. Инвазија се догодила убрзо након што је почео њен мандат, а она је била дио групе званичника администрације, укључујући америчког државног секретара Тонија Блинкена, који су се редовно састајали како би разговарали о томе како спријечити ванредну ситуацију да дестабилизује дијелове свијета који су већ на ивици глад. Крајем марта 2022. године отпутовала је на пољско-украјинску границу да би из прве руке видјела избјегличку ситуацију, као и да посјети складиште хране у Жешову.
У јануару 2023. Мекејн је рекао да је криза и даље огромна, посебно у Африци, и да је свеукупно представљала „најгору кризу са храном, најгору хуманитарну кризу од Другог свјетског рата.“ Она је велики дио кривице свалила на Русију, али је такође указала на то да и даље постоје ефекти на храну од пандемије КОВИД-19, као и од шпекуланата храном и ефеката климатских промјена на пољопривреду.

## Извршни директор Свјетског програма за храну
Синди Мекејн је 2. марта 2023. године именована за новог извршног директора Свјетског програма за храну УН од стране генералног секретара Уједињених нација Антонија Гутереша и генералног директора Организације за храну и пољопривреду Ћу Донгјуа. Мекејн је наследио Дејвида Бизлија, који је шест година био извршни директор када му је мандат завршио 4. априла 2023. године.
Мекејнијева је 22. октобра 2023. године упозорила да би израелска блокада појаса Газе 2023. године могла да изазове хуманитарну катастрофу. Како се криза несигурности хране у Појасу Газе погоршавала крајем 2023. године, многи чланови особља Свјетског програма за храну изразили су незадовољство због Мекејнијеве што није искористила свој положај да снажније расправља у име палестинских цивила. Послије смртоносног напада на конвој помоћи у Свјетској централној кухињи од стране Израела у мају 2024. године, Мекејн је рекла да је „шокирана“ и „сломљеног срца“, да је хуманитарним радницима потребан несметан приступ областима унутар Газе и да је „овај напад на нашу хуманитарну заједницу неприхватљив.“ У наступу у мају 2024. године на Meet the Press, Мекејнијева је рекла да из онога што је њена организација посматрала на терену, постоји „потпуна глад“ у дијеловима Газе.
Без обзира на то, Мекејнијева је рекла да су и друге области свијета биле фокусне тачке њене пажње, посебно акутна несигурност хране у Судану, као и у другим дијеловима Африке и на Хаитију.

## Награде и признања
Синди Мекејн је уведена у Женску кућу славних Аризоне 2019. године. Такође је добила награду Heritage 2020 од Привредне и индустријске коморе Аризоне. Мекејн је у мају 2019. године добила двије почасне дипломе— једну од њене алма матер, USC, и другу са Универзитета Џорџ Вашингтон.